# Campionat d'Espanya de trial 2012
La temporada de 2012 del Campionat d'Espanya de trial fou la 45a edició d'aquest campionat, organitzat per la Reial Federació Motociclista Espanyola. El calendari oficial constava de 6 proves puntuables, celebrades entre el 19 de febrer i el 18 de novembre. 3 de les proves programades es disputaren als Països Catalans: Castellolí (19 de febrer), Eivissa (25 de març) i Cal Rosal (18 de novembre).

## Classificació final
| Posició | Pilot             | Motocicleta | Punts |
| ------- | ----------------- | ----------- | ----- |
| 1       | Toni Bou          | Montesa     | 114   |
| 2       | Adam Raga         | Gas Gas     | 100   |
| 3       | Albert Cabestany  | Sherco      | 86    |
| 4       | Jeroni Fajardo    | Beta        | 73    |
| 5       | Pere Borrellas    | Gas Gas     | 56    |
| 6       | Jorge Casales     | Gas Gas     | 55    |
| 7       | Francesc Moret    | Montesa     | 55    |
| 8       | Gianluca Tournour | Gas Gas     | 33    |
| 9       | Daniel Oliveras   | Ossa        | 22    |
| 10      | Alexandre Ferrer  | Sherco      | 19    |

## Categories inferiors

### TR2
| Posició | Pilot           | Motocicleta | Punts |
| ------- | --------------- | ----------- | ----- |
| 1       | Carles Traviesa | Gas Gas     | 110   |
| 2       | Ivan Peydró     | Montesa     | 85    |
| 3       | Marcos Méndez   | Sherco      | 75    |

### TR3
| Posició | Pilot          | Motocicleta | Punts |
| ------- | -------------- | ----------- | ----- |
| 1       | Francesc Recio | Beta        | 117   |
| 2       | Marc Horrach   | Gas Gas     | 104   |
| 3       | Héctor Gairín  | Gas Gas     | 104   |

### Altres
| Categoria   | Guanyador        | Motocicleta |
| ----------- | ---------------- | ----------- |
| TR3+35      | Rubén García     | Gas Gas     |
| Júnior      | Jaime Busto      | Beta        |
| Cadet       | Marc Riba        | Gas Gas     |
| Juvenil 125 | Gabriel Marcelli | Gas Gas     |
| Juvenil 80  | Sergi Ribau      | Gas Gas     |